# Ponte dell'Amicizia sino-coreana
Il ponte dell'Amicizia sino-coreana (in cinese:中朝友誼橋; in coreano: 조중우의교) è un ponte stradale e ferroviario sul fiume Yalu/Amnok, lungo il confine tra la Cina e la Corea del Nord. L'infrastruttura, che collega la città cinese di Dandong a quella nordcoreana di Sinŭiju, rappresenta uno dei pochissimi punti di ingresso o di uscita dalla Corea del Nord.

## Storia
Il ponte è stato costruito tra il 1937 e il 1943 (a cavallo della seconda guerra mondiale) dall'esercito dell'impero giapponese come punto di collegamento tra la Corea, all'epoca colonia giapponese, e lo stato fantoccio del Manciukuò. L'opera venne realizzata per sostituire il vicino primo ponte sul fiume Yalu, realizzato 60 metri più a valle nel 1911 e ormai divenuto troppo piccolo e obsoleto. Tra il novembre 1950 e il febbraio 1951, durante la guerra di Corea, i due ponti vennero gravemente bombardati dall'aviazione statunitense con lo scopo di interrompere i rifornimenti cinesi alla Corea del Nord. Terminata la guerra, la Cina ricostruì entrambe le sue due sezioni dei ponti, mentre la Corea del Nord solamente quella del ponte più recente, lasciando rotto il più vecchio come "prova", affinché gli Stati Uniti non potessero negare di averlo distrutto. L'attuale denominazione del ponte risale al 1990; in precedenza veniva semplicemente chiamato Ponte sul fiume Amnok/Yalu. A partire dal 2010, la Cina ha costruito un nuovo ponte sul fiume Yalu. Al 2021, i lavori di costruzione di quest'ultimo ponte non sono ancora stati conclusi in quanto non ancora realizzate le strade di accesso sul lato nordcoreano.

## Descrizione
Si tratta di un ponte a sbalzo in ferro lungo complessivamente 940 metri. Il ponte è composto da un singolo binario ferroviario e da una stretta carreggiata stradale. Non è permesso l'attraversamento del ponte ai pedoni. Nonostante le modeste dimensioni, il ponte rappresenta l'unica via di comunicazione tra i due Paesi asiatici e contribuisce in larga misura ai rapporti commerciali tra i due Stati.

## Galleria d'immagini

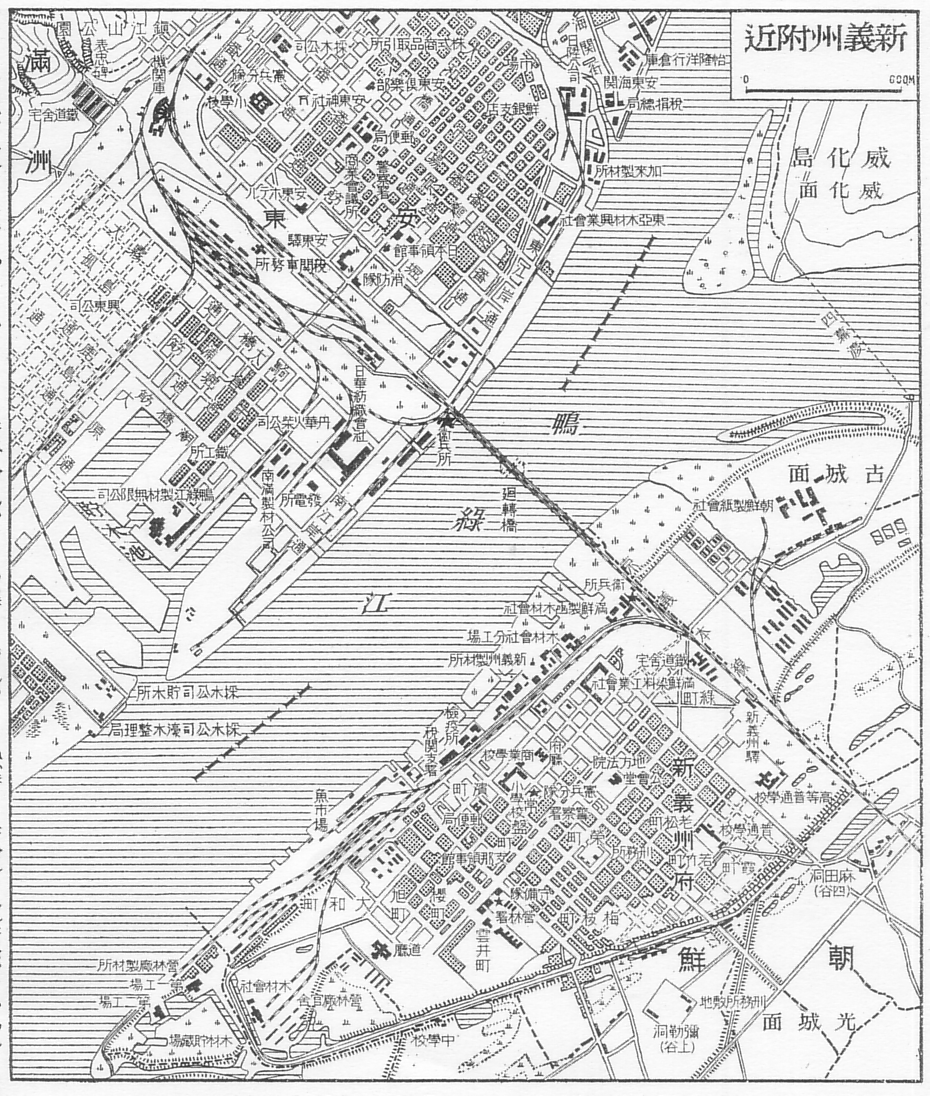
Mappa delle città di Dandong e Sinuiju nel 1930, durante l'occupazione giapponese.
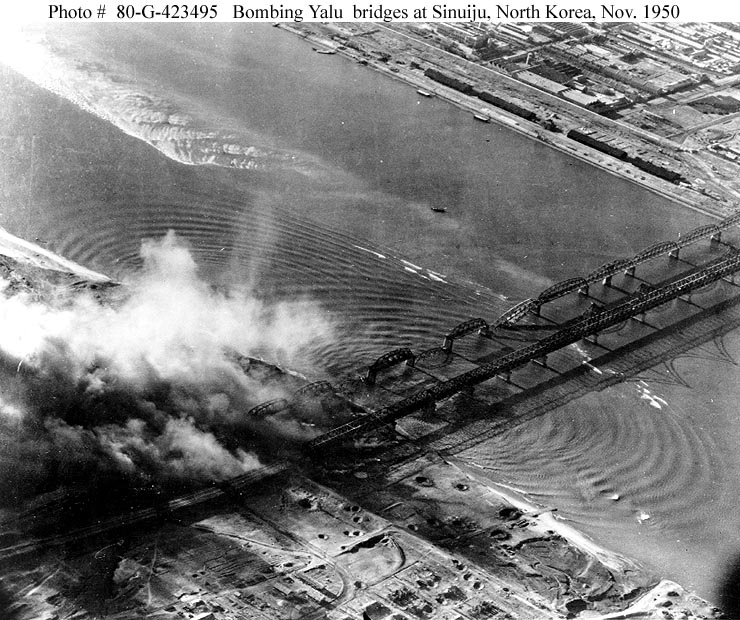
Effetti dei bombardamenti aerei americani sul ponte rotto e sul ponte dell'amicizia. Foto del18  novembre 1950
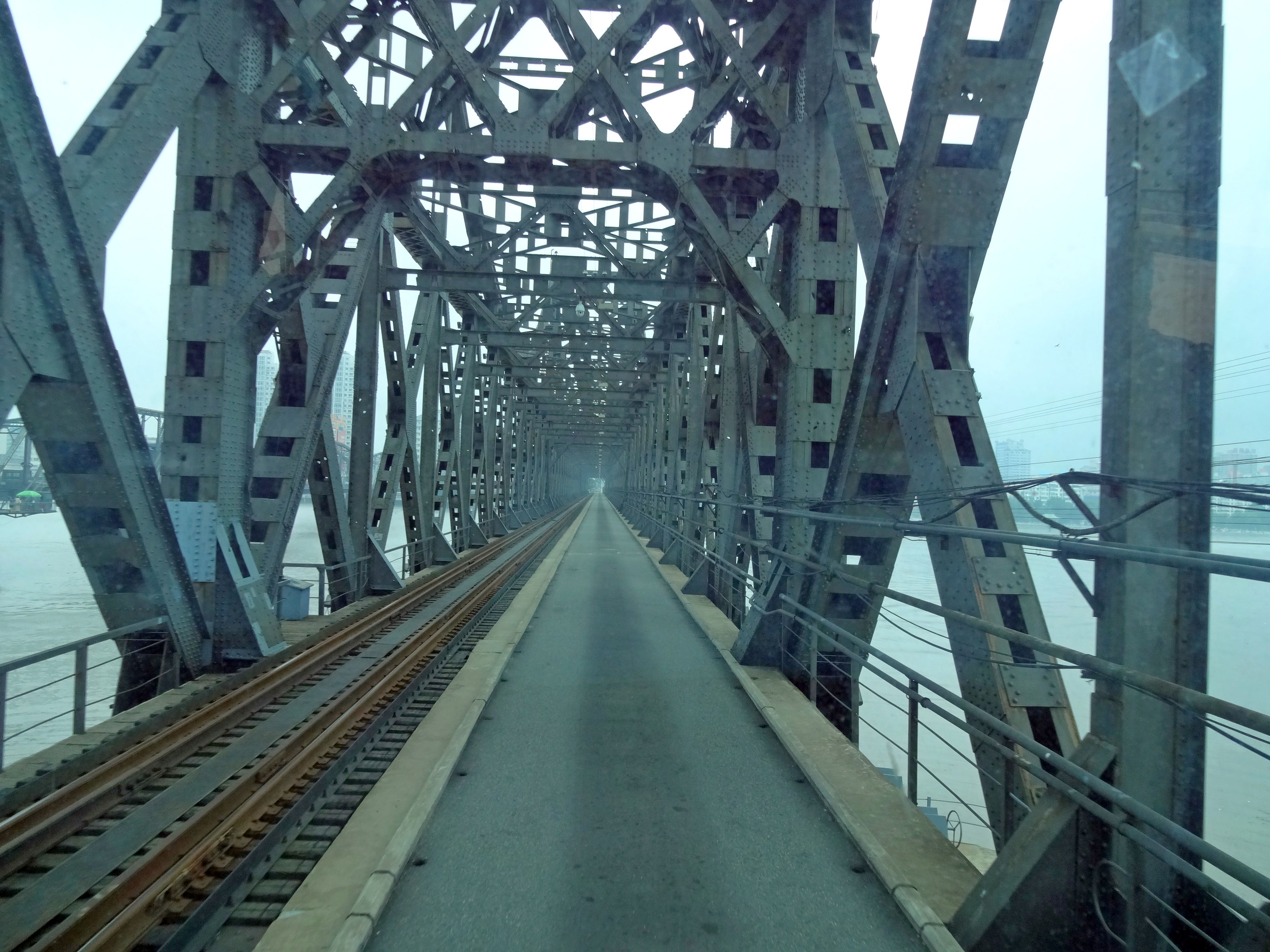
Veduta della stretta carreggiata del ponte
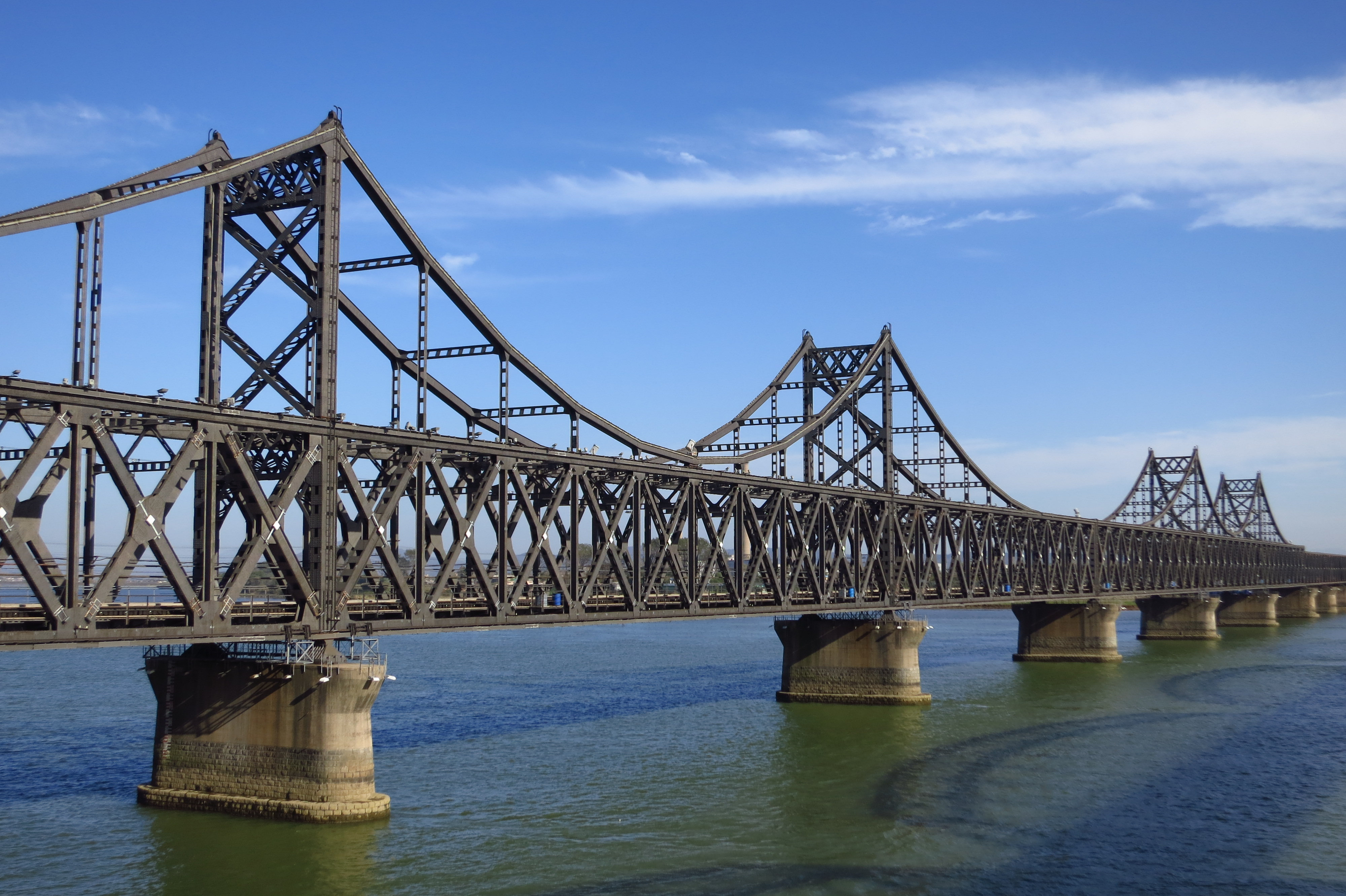
Veduta del ponte dal vicino ponte rotto